# Viktor Vladislavovič Ėjsymont
Viktor Vladislavovič Ėjsymont (Hrodna, 20 dicembre 1904 – Mosca, 31 gennaio 1964) è stato un regista cinematografico sovietico.

## Filmografia (parziale)

### Regista
- Četvёrtyj periskop (1939)
- Natascia (1941)
- C'era una volta una bimba (1944)[1]
- Krejser Varjag (1946)
- Aleksandr Popov (1949)
- Dva druga (1954)
- Ogni na reke (1954)
- Sud'ba barabanščika (1955)
- V dobryj čas (1956)
- Družok (1958)
- Konec staroj Berёzovki (1960)
- Neobyknovennyj gorod (1962)
- Priključenija Toli Kljukvina (1964)